# تپه قلعه قره تپه
تپه قلعه قره تپه مربوط به دوران پیش از تاریخ ایران باستان است و در شهرستان زنجان، روستای نقطه بندی واقع شده و این اثر در تاریخ ۵ آذر ۱۳۸۰ با شمارهٔ ثبت ۴۲۳۲ به‌عنوان یکی از آثار ملی ایران به ثبت رسیده است.